# Margamukti (Sumedang Utara)
Margamukti is een bestuurslaag in het regentschap Sumedang van de provincie West-Java, Indonesië. Margamukti telt 4343 inwoners (volkstelling 2010).